# Парона (Верона)
Парона (итал. Parona) је насеље у Италији у округу Верона, региону Венето.
Према процени из 2011. у насељу је живело 3110 становника. Насеље се налази на надморској висини од 71 м.